# Hans-Gernot Jung
Hans-Gernot Jung (* 10. Februar 1930 in Marburg; † 26. November 1991 in Kassel) war ein evangelischer Theologe, Pfarrer und Bischof der Evangelischen Kirche von Kurhessen-Waldeck.

## Leben
Hans-Gernot Jung, geboren in Marburg an der Lahn, war ein Sohn von Annemarie Jung, geborene Schweitzer, und des nachmaligen Vizepräsidenten der kurhessischen Landeskirche Wilhelm Jung. Seine Jugend verlebte er in Potsdam, ehe er 1945 nach Eschwege kam.
Er war evangelisch, studierte Theologie in Marburg und Heidelberg, absolvierte einen Teil seines Vikariats in Dubuque (Iowa) in den Vereinigten Staaten von Amerika und wurde 1959 mit einer Arbeit über Fragen der politischen Verkündigung zum Dr. theol. promoviert. Er wurde während seines Studiums 1949 Mitglied der Marburger Burschenschaft Germania, der schon sein Vater angehört hatte. Von Oktober 1956 bis September 1957 war Jung als Repetent am Collegium Philippinum der Hessischen Stipendiatenanstalt tätig. Nach seiner Ordination wurde er 1958 Pfarrer in Kassel-Wehlheiden und an der Kreuzkirche in Kassel. Nebenamtlich versah er das Amt des Studentenpfarrers für die Fach- und Hochschulen in Kassel. Von 1962 bis 1965 war er hauptamtlicher Studentenpfarrer in Marburg. Während dieser Zeit trieb er maßgeblich den Wandel im Selbstverständnis der ESG Marburgs weg von einer Studentengemeinde hin zu einer Hochschulgemeinde voran. Ferner setzte er sich ab 1962 für den von 1964 bis 1965 durchgeführten Abriss und Neubau des Vilmarhaus genannten Wohnheims der ESG Marburg ein. 1965 wurde er Direktor der Evangelischen Akademie in Hofgeismar, von 1972 bis 1975 war er Vorsitzender des Leiterkreises der Evangelischen Akademie in Deutschland, im November 1974 wurde Oberlandeskirchenrat und Referent für Erwachsenenbildung im Landeskirchenamt in Kassel. Von 1965 bis 1974 war er Mitglied der Landessynode, 1972 auch Mitglied der Synode der Evangelischen Kirche in Deutschland.
Im Jahr 1978 wurde Jung als Nachfolger von Erich Vellmer zum Bischof der Evangelischen Kirche von Kurhessen-Waldeck gewählt und am 14. April 1978 in der Martinskirche in Kassel in sein Amt eingeführt. Er war ab 1961 verheiratet mit Nina Jung, geborene Schwerdtfeger, hatte drei Kinder (Susanne, Joachim und Hans-Henning Jung), lebte in Kassel-Wilhelmshöhe und amtierte bis zu seinem Tod 1991.
Jung war von 1982 bis 1985 Vorsitzender der Arnoldshainer Konferenz und gehörte seit 1986 dem Präsidium der Konferenz Europäischer Kirchen an.

## Veröffentlichungen (Auswahl)
- Befreiende Herrschaft. Die politische Verkündigung der Herrschaft Christi. München 1965.
- Das diakonische Jahr. Ein Programm kirchlicher Jugendarbeit. Stuttgart 1986.
- Rechenschaft der Hoffnung. Gesammelte Beiträge zur öffentlichen Verantwortung der Kirche. Marburg 1993.